# Gaussovo leto
Gaussovo léto [gáusovo ~] je časovno obdobje, ki traja 365,2568983 dni. To dolžino leta je privzel Carl Friedrich Gauss kot dolžino siderskega leta pri svojih raziskavah dinamike Osončja. Danes je privzeta malo drugačna dolžina zvezdnega leta, Gaussovo leto pa ima posebno ime.
Nemoten tir brezmasnega delca, ki obkroži telo 1 Sončeve mase v obhodnem času enakem Gaussovemu letu, ima po definiciji glavno polos enako 1 astronomski enoti. Vrednost je določena iz tretjega Keplerjevega zakona in Gaussove gravitacijske konstante k:
{\displaystyle {\hbox{G.l.}}={\frac {2\pi }{k}}\!\,.}
Leta 1976 je na ta način Mednarodna astronomska zveza (IAU) natančneje določila astronomsko enoto, ki ni več izpeljana iz dejanskega Zemljinega tira.